# Condado de Douglas (Washington)
O Condado de Douglas é um dos 39 condados do Estado americano de Washington. A sede de condado é Waterville, e sua maior cidade é East Wenatchee. O condado possui uma área de 4 788 km², uma população de 32 603 habitantes, e uma densidade populacional de 7 hab/km² (segundo o censo nacional de 2000).